# Raphael Divine Evehe
Raphael Divine Evehe (ur. 24 października 1964 roku) – kameruński sędzia piłkarski.
Sędzia międzynarodowy FIFA od 2000 roku. Wybrany najlepszym arbitrem swojego kraju w 2006 roku.

## Turnieje międzynarodowe
- Mistrzostwa Świata U-17 (2001)
- Igrzyska Olimpijskie (2004)
- Puchar Narodów Afryki (2002, 2004, 2006, 2008)

## Inne
- Pierwszy mecz finału Ligi Mistrzów CAF 2007 (Etolie du Sahel - Al-Ahly Kair 0:0)